# Бахр-Ессалам – Мелліта
Бахр-Ессалам – Мелліта – трубопровідна система, споруджена в межах проекту облаштування лівійського офшорного газового родовища Бахр-Ессалам, яке ввели в дію у 2005 році.
В межах проекту на Бахр-Ессалам в районі з глибиною моря 188 метрів встановили процесингову платформу «Сабрата», де відбувається первісний етап підготовки продукції з вилученням конденсату. Отримана продукція далі транспортується на береговий газопереробний завод в Мелліті, для чого створена система із двох трубопроводів завдовжки по 110 кілометрів – газопроводу діаметром 900 мм та конденсатопроводу діаметром 250 мм.
Спорудження трубопроводів виконало в 2004 році трубоукладальне судно «Castoro Sei». На прибережній ділянці біля Мелліти газопровід уклали у траншею завдовжки 1,9 кілометра, яку спорудили ківшевий земснаряд “Ambiorix” та фрезерний земснаряд “Taurus” (у цю ж траншею також уклали потужний експортний газопровід Зелений потік).
В другій половині 2020-х до Бахр-Ессалам повинні подати додатковий ресурс по трубопроводу Бурі – Бахр-Ессалам.